# Chapelle Saint-Julien de Boulbon
Pour les articles homonymes, voir Chapelle Saint-Julien.
La chapelle Saint-Julien est une chapelle romane située à Boulbon, dans le département français des Bouches-du-Rhône en région Provence-Alpes-Côte d'Azur. 
Datant du XIIe siècle, elle est classée au patrimoine national.

## Localisation
La chapelle est située dans les collines à trois kilomètres au nord-est du village de Boulbon, au milieu des chênes verts.

## Identité
Lors de sa consécration, la chapelle a reçu la dédicace envers Julien l'Hospitalier.

## Historique
La chapelle Saint-Julien de Boulbon date du XIIe siècle. 
Elle fait l'objet d'un classement au titre des monuments historiques depuis le 1er octobre 1941 et a été restaurée en 1990.

## Architecture
La chapelle est un édifice à nef unique entièrement édifié en pierre de taille assemblée en grand appareil et recouvert d'ardoises.
Elle possède un beau chevet pentagonal dont la corniche est supportée par des modillons géométriques.
Le portail occidental est clôturé par une grille.
À l'intérieur, le doubleau de l'arc triomphal est soutenu par des avant-corps de taureaux, d'une exécution magistrale selon Robert Bailly.